# Ole Romeny
Ole ter Haar Romeny (* 20. Juni 2000 in Nijmegen) ist ein indonesisch-niederländischer Fußballspieler. Er steht bei Oxford United unter Vertrag und ist indonesischer Nationalspieler.

## Karriere

Ole Romeny, 2025

### Verein
Ole Romeny begann mit dem Fußballspielen bei DVOL im Nimwegener Stadtteil Lent in der größten Stadt der Provinz Gelderland und wechselte später in die Fußballschule von NEC Nijmegen. Nachdem er in der Winterpause der Saison 2017/18 am Trainingslager der Profimannschaft teilgenommen hatte, gab er am 19. Januar 2018 im Alter von 17 Jahren bei der 2:3-Niederlage in der zweiten niederländischen Liga gegen Almere City FC sein Profidebüt und sah in der Nachspielzeit die Rote Karte. Der Platzverweis wurde später annulliert. Am 13. Mai 2018 gelang ihm beim 4:1-Sieg im Rückspiel in der dritten Runde der Auf- und Abstiegs-Play-offs gegen den FC Emmen sein erstes Tor; da das Hinspiel mit 0:4 verloren wurde, verpasste der NEC Nijmegen somit den direkten Wiederaufstieg in die Eredivisie, aus der der Verein . Eine Saison später wurde Romeny regelmäßig in der zweiten Liga eingesetzt, kam aber auch für die Beloften-Mannschaft zum Einsatz. Dabei verpasste die Profimannschaft durch ein 2:3 nach Hin- und Rückspiel in der ersten Runde der Auf- und Abstiegs-Play-offs gegen RKC Waalwijk den Aufstieg in die erste Liga. In der Folgesaison gelang ihm der Durchbruch, als er sich einen Stammplatz in der Offensive erkämpfte und kam bis zum Abbruch der Saison, die aufgrund der Corona-Krise erfolgte, zu 27 Partien, in denen ihm acht Tore gelangen und zwei Tore.
In der Saison 2020/21 lief Ole Romeny noch in fünf Partien für NEC Nijmegen auf, wechselte dann allerdings im Oktober 2020 auf Leihbasis in die Eredivisie zu Willem II Tilburg. Dort konnte er sich allerdings nicht durchsetzen, woraufhin er nach einem Jahr sich wieder in Nijmegen wiederfand. Der Verein war mittlerweile wieder in die Eredivisie aufgestiegen. Nachdem er dort über den Status eines Ersatzspielers nicht hinauskam, wechselte Romeny im Januar 2022 zum Zweitligisten FC Emmen, mit dem er am Saisonende in die Eredivisie aufstieg.
Im Sommer 2023 wechselte Romeny zum FC Utrecht.
Im Januar 2025 erfolgte ein weiterer Wechsel zu Oxford United.

### Nationalmannschaft
Ole Romeny absolvierte mindestens ein Spiel für die niederländische U15-Nationalmannschaft. sowie 2018 eine Partie für die U18-Nationalmannschaft der Niederlande. Danach lief er bis 2019 in fünf Spielen für die U19-Auswahl auf und schoss ein Tor. Im November 2019 spielte er in zwei Partien für die niederländische U20-Nationalmannschaft.
Im Februar 2025 erhielt Romeny, dessen Großmutter indonesischer Abstammung ist, die indonesische Staatsbürgerschaft. Am 20. März 2025 absolvierte er im WM-Qualifikationsspiel gegen Australien sein erstes Länderspiel für Indonesien und erzielte bei der 1:5-Niederlage das zwischenzeitliche 1:4.

## Sonstiges
Der Nachname von Ole ter Haar Romeny ist Romeny und der Name ter Haar ist laut der Familie auf einen Fehler der Behörden zurückzuführen.